# 艾利森·費雪
艾莉森·費雪（英語：Allison Fisher，1968年2月24日—），英格蘭司諾克與花式撞球職業選手，拿過4屆世界花式撞球錦標賽冠軍(1996~1998、2001)和5屆安麗盃邀請賽冠軍，長相酷似美國電影明星梅格·萊恩，在撞球界有「毀滅女公爵」之稱。2001、2002年世界排名皆高居第一。
2014年冠中冠她在四強擊敗金佳映，卻在決賽敗給K.Fisher ; 隔年在四強復仇凱莉費雪，卻在決賽輸給金佳映。2016年，她在四強擊敗小魔女，決賽擊敗快火，睽違12年（2004-2016年)再次拿下冠中冠冠軍。

## 比賽成績
- 1995年WPA全球世界盃9號球錦標賽亞軍
- 1996年ESPN奧蘭多世界公開賽亞軍
- 1996年McDermott國際公開賽冠軍
- 1996年第二十九回全日本大阪錦標賽冠軍
- 1996年世界花式撞球錦標賽冠軍
- 1996年WPA全球世界盃9號球錦標賽冠軍
- 1997年世界花式撞球錦標賽冠軍
- 1997年WPA全球世界盃9號球錦標賽冠軍
- 1997年Brunswick國際公開賽亞軍
- 1998年安麗盃世界女子花式撞球邀請賽冠軍
- 1998年世界花式撞球錦標賽冠軍
- 1998年WPA全球世界盃9號球錦標賽冠軍
- 1998年全歐洲9號球、14.1公開賽冠軍
- 1998年WPBA美國女子職業會年度巡迴總冠軍
- 1998年WPBA全國錦標賽（Nationals）冠軍
- 1998年ESPN終極9號球挑戰賽、附加賽雙料冠軍
- 1999年安麗盃世界女子花式撞球邀請賽冠軍
- 1999年美國BCA公開賽9號球錦標賽冠軍
- 1999年Brunswick美國公開賽冠軍
- 1999年WPA全球世界盃9號球錦標賽亞軍
- 1999年ESPN終極9號球挑戰賽、附加賽雙料冠軍
- 2000年安麗盃世界女子花式撞球邀請賽亞軍
- 2000年中國上海龍鳳盃世界女子花式撞球邀請賽冠軍
- 2000年WPBA全國錦標賽（Nationals）冠軍
- 2000年WPBA Cuetec Cues Players 錦標賽亞軍
- 2000年日本大阪公開賽亞軍
- 2000年美國BCA公開賽14.1錦標賽冠軍
- 2000年美國BCA公開賽9號球錦標賽亞軍
- 2000年WPBA加州菁英賽冠軍
- 2000年WPBA Villa Park 9號球挑戰賽冠軍
- 2000年WPBA Virtual Pool 9號球挑戰賽冠軍
- 2000年美國康乃迪克州世界冠中冠7號球女子組冠軍
- 2000年加拿大WPA全球世界盃9號球錦標賽季軍
- 2000年第三十三回全日本大阪錦標賽亞軍
- 2000年日本東京UCC世界女子職業9號球巡迴賽冠軍
- 2000年WPBA全國錦標賽（Nationals）冠軍
- 2000年WPBA Affinix Software 洛杉磯公開賽亞軍
- 2001年安麗盃世界女子花式撞球邀請賽冠軍
- 2001年世界花式撞球錦標賽冠軍
- 2001年美國BCA公開賽季軍
- 2001年第34屆全日本錦標賽女子亞軍
- 2002年安麗盃世界女子花式撞球邀請賽冠軍
- 2002年美國BCA公開賽季軍
- 2003年美國女子職業撞球DELTA菁英賽冠軍
- 2004年安麗盃世界女子花式撞球邀請賽亞軍
- 2005年安麗盃世界女子花式撞球邀請賽冠軍
- 2005年美國公開賽冠軍
- 2006年美國公開賽冠軍
- 2007年美國公開賽冠軍
- 2007年安麗盃世界女子花式撞球錦標賽第25名
- 2008年安麗盃世界女子花式撞球錦標賽季軍
- 2009年安麗盃世界女子花式撞球公開賽季軍
- 2009年世界運動會金牌
- 2010年安麗盃世界女子花式撞球公開賽第5名
- 2010年中國公開賽女子組亞軍
- 2010年世界女子9球錦標賽亞軍
- 2010年世界排名ㄧ度為第一，年終高居第二
- 2011年安麗盃世界女子花式撞球公開賽季軍
- 2011年美國公開賽冠軍
- 2011年終極10號球挑戰賽女子組冠軍
- 2012年美國公開賽冠軍
- 2013年 WPBA大師賽亞軍
- 2013年終極十號球挑戰賽女子組亞軍
- 2013年安麗盃、十球世錦賽、九球世錦賽第五名，中國公開賽季軍
- 2013年WPA年度世界排名第六
- 2014年世界女子9球錦標賽第9名
- 2014年WPA年度世界排名第十四
- 2015年WPA年度世界排名第十五
- 2016年WPBA大師賽冠軍
- 2016年WPBA美國公開賽季軍
- 2016年安麗盃第五名
- 2016年女子冠中冠冠軍
- 2016年嘉興9球國際公開賽季軍
- 2017年安麗杯第五名
- 2018關東公開賽冠軍
- 2018 Asian Culture Day Event 第五名
- WPBA Signature Tour Emerald Billiards 亞軍

## 特殊事蹟
- 1996年、1997年、1998年全美女子職業撞球排名第一。
- 4座九球世錦賽冠軍、5座安麗盃冠軍、6座美國公開賽冠軍、6次女子冠中冠冠軍，為女子撞壇紀錄保持人。
- 2009年獲推薦進入撞球名人堂(Hall of fame)。
- 2016年獲推薦進入WPBA撞球名人堂。

## 相關連結
- 費雪官方網站 （页面存档备份，存于）
- 艾利森·費雪的Facebook專頁
- 艾利森·費雪在互联网电影资料库（IMDb）上的資料（英文）
- 費雪球迷家族部落格 （页面存档备份，存于）

| 世界女子花式撞球公開賽 | 世界女子花式撞球公開賽 | 世界女子花式撞球公開賽 |
| ---------------------- | ---------------------- | ---------------------- |
| 首屆                   | 冠軍 1998年            | 繼任： 艾利森·費雪     |
| 前任： 艾利森·費雪     | 冠軍 1999年            | 繼任： 陳純甄          |
| 前任： 陳純甄          | 冠軍 2001年            | 繼任： 艾利森·費雪     |
| 前任： 艾利森·費雪     | 冠軍 2002年            | 繼任： 柳信美          |
| 前任： 柳信美          | 冠軍 2005年            | 繼任： 金佳映          |